# Inés García de López de Santa Anna
Inés García Uscanga (21 de enero de 1811, Puerto de Alvarado, Veracruz, Nueva España - 23 de agosto de 1844, Puebla de los Ángeles, Puebla, México) fue primera dama de México, y primera esposa del general Antonio López de Santa Anna, siete veces presidente de México.

## Biografía

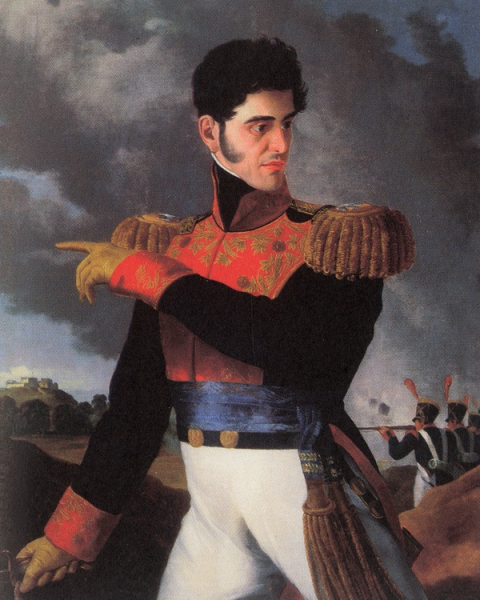
Retrato del general Antonio López de Santa Anna en su juventud por Manuel París, Museo de la Ciudad de México.

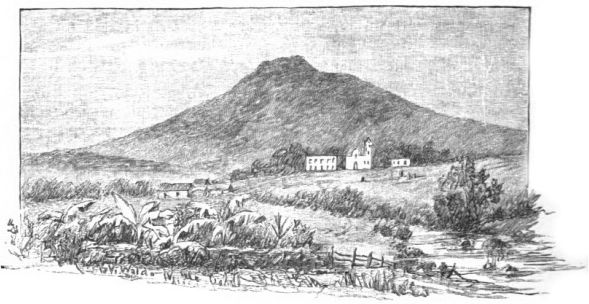
Hacienda de Manga de Clavo, residencia del matrimonio, según Fanny Chambers Gooch

María Inés de la Paz García y Martínez de Uscanga, conocida como Inés García Uscanga, nació en el Puerto de Alvarado el 21 de enero de 1811, siendo hija de Juan Manuel García y de María Jacinta Martínez de Uscanga, ambos españoles peninsulares establecidos en dicho puerto.  
Fue propietaria de la Hacienda de San Juan del Zapotal, anteriormente perteneciente a la Orden de San Agustín (vendida en 1848). 
Contrajo matrimonio por poderes en su ciudad natal con el general Antonio López de Santa Anna y Pérez de Lebrón en agosto de 1825. El novio otorgó poderes al padre de la novia para representarlo en la ceremonia, al uso de la época en caso de fuerza mayor. El matrimonio pasó a vivir a la Hacienda de Manga de Clavo, anterior propiedad del general. 
En su libro Santa Anna of Mexico, Will Fowler sugirió que el matrimonio entre el general y la joven de 14 años fue de conveniencia, e interpretó la ausencia del novio como señal de su falta de amor y entusiasmo, mismos que continuaron siempre, por lo que prácticamente no guardó luto cuando se quedó viudo, contrayendo segundas nupcias con Dolores Tosta tan solo cuarenta días después de la muerte de su primera esposa.
En su libro La Última Jugada de Santa Anna, Mario Melgar Adalid asegura que la fortuna de Santa Anna creció considerablemente tras su matrimonio con Inés García Uscanga, a cuyo matrimonio le atribuye su éxito económico. En su testamento, el general Santa Anna declaró que tan solo recibió en dote seis mil pesos de la época en propiedades rurales tras su matrimonio, aunque también declaró que su patrimonio creció de veinticinco mil pesos (con los que contaba antes de casarse) a un millón trescientos mil pesos tras la muerte de su primera esposa. 
Enfermó repentinamente y murió en agosto de 1844 en la ciudad de Puebla de los Ángeles. Fue inhumada en la Capilla de Nuestra Señora de Guadalupe de la Catedral de México.

## Descendencia
El matrimonio produjo cuatro hijos:
- Antonio López de Santa Anna y García (fallecido a los 5 años de edad).
- Guadalupe López de Santa Anna y García (1829). Casó con su primo hermano Francisco de Paula de Castro y López de Santa Anna (hijo de María Francisca López de Santa Anna y Pérez de Lebrón, hermana del general).
- María del Carmen López de Santa Anna y García (1834). Casó con Carlos Maillard y Gómez.
- Manuel López de Santa Anna y García (1836). Casó con Victoriana Cortés y Borbón.